# Giorgio Parisi
Giorgio Parisi (Róma, 1948. augusztus 4. –) olasz fizikus. 2021-ben elnyerte a fizikai Nobel-díjat.

## Pályafutása
Parisi 1970-ben a római La Sapienza Egyetemen szerzett fizikából diplomát. Témavezetője Nicola Cabibbo volt. Ezt követően 1981-ig a Laboratori Nazionali di Frascati kutatójaként dolgozott, majd a Columbia Egyetem (1973-1974), az Institut des hautes études scientifiques (1976-1977) és az École normale supérieure (1977-1978) kutatója volt. 1981 és 1992 között a Tor Vergata Egyetem elméleti fizika professzora volt. 1992 óta a La Sapienza kvantumfizika-professzora.
Parisi a fizika különböző részterületein dolgozik, például a nagyenergiájú fizika, a kvantumkromodinamika, a fázisátmenetek elmélete, a statisztikus mechanika, a matematikai fizika, a húrelmélet és a spinüvegek területén.
A fázisátalakulások elméletében Parisi új módszert dolgozott ki a kritikus indexek és kritikus exponensek kiszámítására. Spinüvegeket[3] vizsgált, és a komplex rendszerek ultrametrikus szerkezetének matematikai fogalmát felelevenítve olyan megközelítéseket talált, amelyek a biológiában (neurális hálózatok, fehérje hajtogatás, immunitás) és a kombinatorikus optimalizálásban is alkalmazhatók. A véletlen halmazok növekedésére egy sztochasztikus differenciálegyenletet is felállított, a Kardar-Parisi-Zhang egyenletet (KPZ)[4].
2021 szeptemberében a Clarivate médiavállalat az idézetek száma alapján felvette őt a Nobel-díjra esélyesek (Clarivate Citation Laureates) listájára. 2021 szeptemberében Klaus Hasselmann-nal és Syukuro Manabéval együtt megkapta a fizikai Nobel-díjat „a komplex fizikai rendszerek megértéséhez való úttörő hozzájárulásáért”. Parisi a díjat kifejezetten „annak felfedezéséért kapta, hogy a rendezetlenség és az ingadozások kölcsönhatása hogyan határozza meg a fizikai rendszereket az atomi szinttől a bolygó szintjéig”.
Nős és két gyermeke van.

## Fordítás
Ez a szócikk részben vagy egészben  a   Giorgio Parisi című német Wikipédia-szócikk fordításán alapul.  Az eredeti cikk szerkesztőit annak laptörténete sorolja fel. Ez a jelzés csupán a megfogalmazás eredetét és a szerzői jogokat jelzi, nem szolgál a cikkben szereplő információk forrásmegjelöléseként.